# فنل بی، نیو ساوت ولز
فنل بی (به انگلیسی: Fennell Bay) یک حومه شهر در استرالیا است که در نیو ساوت ولز واقع شده‌است.